# Arturo Toscanini

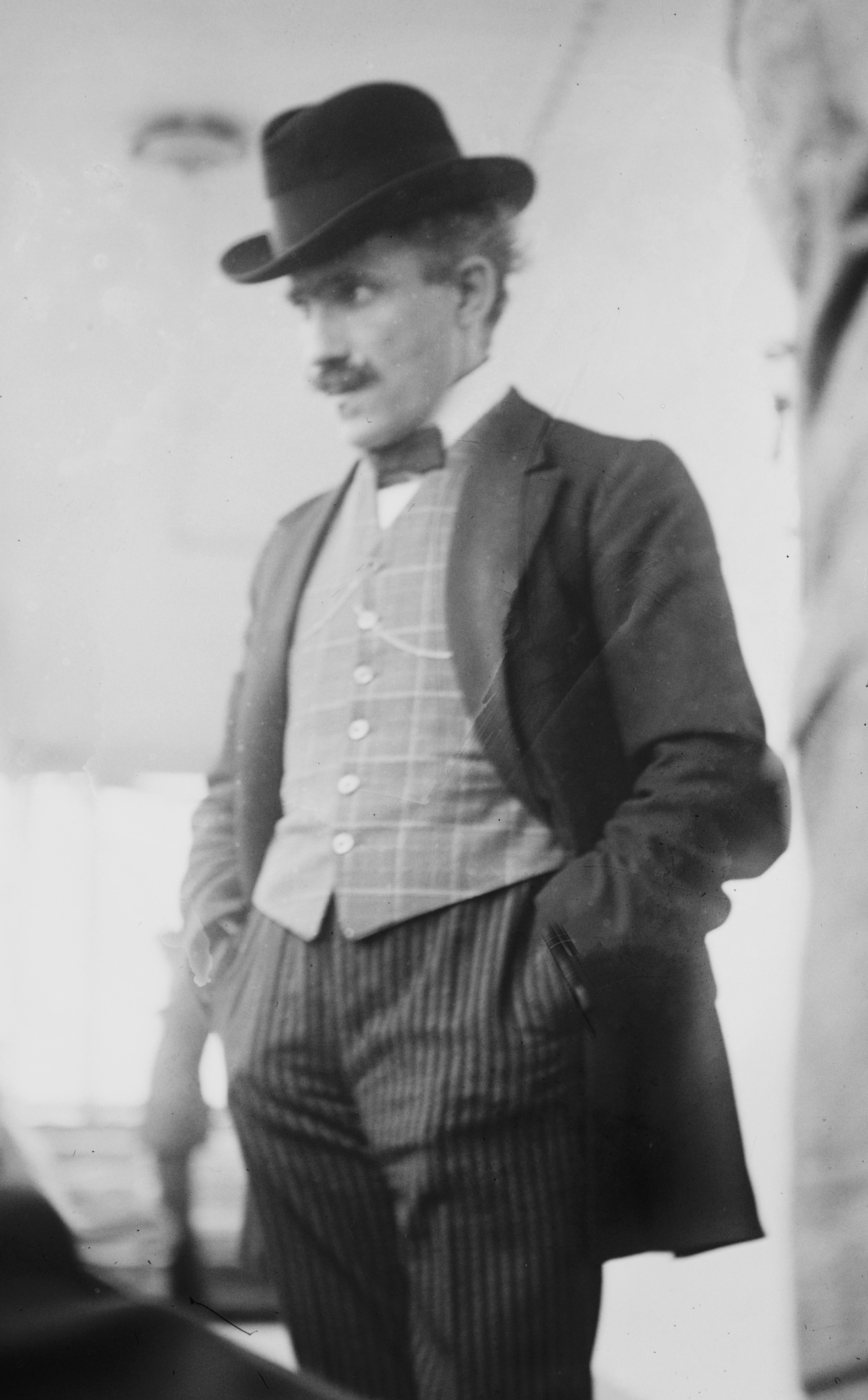
Arturo Toscanini

Arturo Toscanini (25. března 1867 Parma – 16. ledna 1957 New York) byl italský dirigent, jeden z nejznámějších hudebníků konce 19. a první poloviny 20. století. V různých fázích své kariéry byl hudebním ředitelem divadla La Scala v Miláně, Metropolitní opery v New Yorku, vedoucím Newyorské filharmonie a Symfonického orchestru newyorského rozhlasu (NBC Symphony Orchestra).

## Život
Arturo Toscanini už od útlého věku projevoval hudební vlohy. Rodiče byli nemajetní, otec byl krejčí, ale podporovali jeho touhu věnovat se hudbě. Toscanini studoval nejprve externě na konzervatoří v Parmě, kde získal základy hudební teorie a kompozice. Od jedenácti let se učil hrát na violoncello a klavír, ale stále více ho přitahovalo dirigování. Ve škole sestavil malý orchestr a napsal několik skladeb. Konzervatoř absolvoval s pochvalou v r. 1885 a stal se violoncellistou Velké operní společnosti.
Profesionální kariéru započal v Brazílii jako cellista v orchestru putovní opery. Jako dirigent debutoval 26. července 1886 v Rio de Janeiru, když soubor odmítl hrát pod vedením dosavadního dirigenta; mladý Toscanini tehdy provedl zpaměti operu Aida, což se setkalo s nadšeným ohlasem publika. Na zájezdu pak řídil dalších 18 oper.
V roce 1887 se vrátil do Itálie, ovšem jako cellista, když hrál v milánské La Scale na světové premiéře Verdiho Othella. Stále více se však prosazoval jako dirigent a během dalších let řídil řadu operních představení. Zpočátku se věnoval italské tvorbě, např. měl velký podíl na úspěchu při premiéře Leoncavallových Komediantů v roce 1892. Později uvedl v Itálii několik oper Richarda Wagnera, jehož hudbu velmi obdivoval: Bludný Holanďan a Tannhäuser v r. 1894, Soumrak bohů v r. 1895.
V roce 1896 vedl symfonický orchestr v Turíně. V únoru dirigoval premiéru Pucciniho Bohémy a potom další neoperní koncerty. Dostal nabídku na místo uměleckého ředitele a dirigenta divadla La Scala v Miláně, ale místo přijal až po delším váhání. 26. prosince 1898 vystoupil poprvé v La Scale jako dirigent a vedl zde pak orchestr s přestávkami řadu let: 1898-1907 a 1920-1929. Sezónu zahájil inscenací opery Richarda Wagnera Mistři pěvci norimberští. Jeho největšími úspěchy byla představení oper Falstaff Giuseppe Verdiho a posmrtná premiéra Turandot Giacoma Pucciniho (při premiéře 25. dubna 1926 tuto operu přerušil v místě, kde skončil původní rukopis; celé představení opery, kterou dokončil Pucciniho žák Franco Alfano, odehrál až při druhé repríze). V roce 1901 řídil Toscanini devítisetčlenný sbor, který zpíval slavný sbor židů z opery Nabucco při Verdiho pohřbu v Miláně. Při působení v La Scale Toscanini zpočátku narážel na nepochopení i výhrady pěveckých hvězd, jejichž manýry odmítal tolerovat a pro svou náročnost a perfekcionismus se dostával do konfliktů i s hráči v orchestru. Neústupně prosazoval přesnou interpretaci partitury a vyžadoval aktivní vnitřní spolupráci orchestru a dokonalou připravenost. Odmítal přerušovat operní představení, když si obecenstvo vyžádalo opakování některých árií, jak bylo tehdy zvykem. Rozhodl se přerušit své působení v La Scale a odjel do Jižní Ameriky. V letech 1904–1906 střídavě dirigoval v Buenos Aires a dalších městech a vracel se do Itálie.
Na podzim 1908 přesídlil Toscanini do Metropolitní opery (MET) v New Yorku, kde zahájil sezónu Verdiho Aidou s Emou Destinnovou a Enricem Carusem v hlavních rolích. Během svého působení v MET dirigoval nejméně čtyřikrát týdně a uvedl řadu úspěšných inscenací: Tristana a Isoldu, Lohengrina, Prsten Nibelungův, Děvče ze zlatého západu atd. Vedle toho dirigoval i v řadě jiných míst USA a v Evropě. Do Itálie se vrátil v roce 1915. V období 1. světové války pořádal dobročinná představení a koncerty, studoval partitury v knihovnách a archivech. V roce 1920 nahrál v USA první gramofonové desky s orchestrem La Scaly. V Evropě pracoval Toscanini až do roku 1929.
V roce 1928 na koncertě v Bologni Toscanini odmítl dirigovat fašistickou hymnu a krátce po tom opustil svou vlast. Od roku 1929 řídil v New Yorku slavnou Newyorskou filharmonii, která měl za jeho působení 112 až 120 hráčů). Kromě koncertů pro rozhlas vystupoval v různých městech USA i Evropy. Roku 1930 řídil Toscanini tento orchestr v Praze v Lucerně. Prahu navštívil ještě v roce 1934, kdy hrál s Vídeňskou filharmonií ve Smetanově síni Obecního domu.
Sláva Toscaniniho byla výjimečná. Byl prvním neněmeckým dirigentem pozvaným do Bayreuthu na festival wagnerovských oper (1930 a 1931). V roce 1933 podepsal prohlášení kulturních pracovníků proti Hitlerovi a začal spolupracovat s hudebními festivaly v Salcburku a Lucernu. Trávil zde letní měsíce a měl zde řadu osobních přátel (Bruno Walter, Thomas Mann).
V roce 1937 se stal šéfem NBC Symphony Orchestra (Symfonický orchestr newyorského rozhlasu) a učinil z něj jeden z nejslavnějších orchestrů světa. V roce 1939 podal žádost o americké občanství.
V době 2. světové války pobýval v USA, kde uspořádal řadu koncertů pro vojáky. Řídil první provedení Šostakovičovy Leningradské symfonie v USA. Odsuzoval pronásledování Židů a veřejně je podporoval. Do Milána přijel na několik měsíců až v roce 1946, aby za pomoci svých vystoupení získal prostředky na odstranění škod, které válka napáchala na La Scale.
Toscanini byl od mládí silně krátkozraký a všechny koncerty pro svůj slabý zrak dirigoval zpaměti. Měl absolutní sluch a fenomenální paměť (znal nazpaměť partituru až 160 oper). V roce 1898 dirigoval zpaměti 43 koncertů během historické Turínské výstavy. 4. dubna 1954, v 87 letech ho při koncertě v Carnegie Hall zradila paměť; tehdy se stáhl z aktivního koncertního života.
Poslední roky života strávil v New Yorku, kde zemřel 16. ledna 1957. Jeho tělo bylo převezeno do Itálie a uloženo v rodinné hrobce na hřbitově v Miláně, která byla postavena původně pro syna Giorga. Epitaf na jeho náhrobku je převzat ze závěru Pucciniho opery Turandot: „Qui finisce l’opera, perché a questo punto il maestro è morto“ („Zde končí opera, protože v tomto okamžiku maestro zemřel“).

## Soukromý život
Toscanini se v roce 1897 oženil s Carlottou De Martini a měli spolu čtyři děti. Syn Giorgo zemřel v dětství na záškrt v Buenos Aires a byl pohřben v Miláně. Manželství nebylo příiš šťastné, protože Toscanini měl řadu mimomanželských vztahů. Přesto trvalo až do roku 1951, kdy Carlotta zemřela. Toscanini udržoval dlouholeté vztahy se zpěvačkami Rosinou Storchiovou, Geraldinou Farrarovou a pianistkou Adou Colleoniovou.
Toscanini byl osobně laskavý člověk, často pomáhal lidem v nouzi. Byl znalcem umění a sběratelem obrazů.

## Dílo
Vedle oper i symfonické hudby, které v jeho repertoáru zaujímaly nejvíce místa, často hrál Johanese Brahmse; prováděl také současná díla, včetně raných děl Stravinského. Oproti tomu ve svém repertoáru pomíjel hudbu Bachovu i Händelovu. Toscanini byl propagátorem soudobé hudby, mnoho později slavných děl bylo v Itálii pod jeho taktovkou provedeno poprvé, např. Moře Clauda Debussyho nebo balet Petruška Igora Stravinského. Zasloužil se o provedení mnoha Wagnerových oper v Itálii i USA.
Toscaniniho umění se vyznačuje především neobyčejnou pietou k intencím skladatele. Nepodléhal jakýmkoli osobním interpretačním koncepcím. Jeho provedení se vyznačovala precizností posunutou k nejvyšší hranici.
V ranějším období své kariéry umělec odmítal nahrávání desek, teprve později se k tomu s nechutí nechal pohnout; přesto se uchoval reprezentativní soubor jeho nahrávek.